# Matsumoto Kohei
Kohei Matsumoto (sinh ngày 31 tháng 7 năm 1994) là một cầu thủ bóng đá người Nhật Bản.

## Sự nghiệp câu lạc bộ
Kohei Matsumoto đã từng chơi cho Nagoya Grampus.